# Timotei Bel
Timotei Bel, pe numele de mirean Cristian Simion Bel, (n. 13 ianuarie 1974, Rohia, Maramureș) este arhiereu vicar al Episcopiei Ortodoxe a Maramureșului și Sătmarului. 
Hirotonia sa în treapta de arhiereu  a fost oficiată de mitropolitul Andrei Andreicuț în data de 24 iunie 2018 la Scărișoara Nouă. Tortul neobișnuit de mare servit cu ocazia respectivă, decorat cu fotografiile unor clerici, a stârnit atenția opiniei publice.